# Theridion hebridisianum
Theridion hebridisianum là một loài nhện trong họ Theridiidae.
Loài này thuộc chi Theridion. Theridion hebridisianum được Lucien Berland miêu tả năm 1938.